# Battista Mombrini
Battista Mombrini (né le 10 janvier 1944 à Treviglio, en Lombardie) est un peintre et un sculpteur italien contemporain.

## Expositions
Personnel
- 1969 - Galerie Diamante - Milan
- 1971 - Bergame
- 1971 - Milan
- 1972 - Milan
- 1973 - Mandello del Lario - Côme
- 1974 - Vicence
- 1974 - Picchiaie - Île d'Elbe
- 1975 - Galerie Artioli - Treviglio
- 1976 - Galerie Courier - Pesaro
- 1976 - Gallery Beauchamps e John Sears Gallery - Londres
- 1976 - Maison des Arts - Paris
- 1977 - Sala Biblioteca - Ciserano
- 1977 - La Chaux-de-Fonds - Suisse
- 1978 - Galerie d'Art - Pegognaga
- 1978 - Galerie d'Art - Caravaggio
- 1979 - Galerie d'Art - Treviglio
- 1979 - Cassa Rurale ed Artigiana - Treviglio
- 1980 - Ars Gallery - Bergame
- 1980 - Cassa Rurale ed Artigiana - Treviglio
- 1981 - Salle d'exposition - Fara Gera d'Adda
- 1984 - Galerie d'Art - Treviglio
- 1985 - Galerie d'Art - Florence
- 1986 - Salle d'exposition - Mantoue
- 1986 - Galerie Boycott - Bruxelles
- 1987 - Biennale d'Art - Bari
- 1987 - Salle de la bibliothèque - Cassano d'Adda
- 1989 - Château Visconteo - Trezzo sull'Adda
- 1990 - Pro Loco - Cassano d'Adda
- 1992 - Ancien couvent des Concesa - Trezzo sull'Adda
- 1992 - Château Trezzo - Trezzo sull'Adda
- 1993 - Galerie d'Art - Inzago
- 1995 - Centre national d'art et de culture Georges-Pompidou - Paris
- 1995 - Salle de la bibliothèque - Cassano d'Adda
- 1996 - Villa Castelbarco - Vaprio d'Adda
- 1996 - Villa Gina - Concesa, (Trezzo sull'Adda)
- 1997 - Maison de l'Amérique latine de Monaco - Principauté de Monaco
- 1998 - Museo Solar do Unhão - Salvador (Bahia)
- 1998 - Obras Sociais Irmã Dulce - Salvador
- 1999 - Obras Sociais Irmã Dulce - Salvador
- 1999 - Galerie Sallambo - Paris
- 2001 - Pro Loco - Cassano d'Adda
- 2002 - Salle d'exposition - Treviglio
- 2003 - Santuário de Nossa Senhora das Lágrimas - Caraá
- 2005 - Salle d'exposition - Ciserano
- 2006 - Bâtiment Berva - Cassano d'Adda
- 2007 - Grèce
- 2008 - Santuário da Bem-aventurada Dulce dos Pobres - Salvador
- 2008 - Moscou
- 2010 - Museo civico de  Treviglio
- 2013 - Thionville

Collective
- 1964 - Montrer aux jeunes peintres - Treviglio
- 1968 - Les jeunes artistes européens - Rome
- 1969 - Cavallino Bianco Groupe Brera - Treviglio
- 1969 - Lombard artistes - Rome
- 1969 - Artistes italiens d'aujourd'hui - Rome
- 1970 - Hôtel Milan Groupe Brera - Brunate
- 1970 - Groupe Brera - Bergame
- 1974 - 4 x 4 Galerie Diamante - Milan
- 1975 - Centre d'art international - Milan
- 1976 - Galerie d'Art - Caravaggio
- 1977 - Artistique cercle Lazio Lombardie - Treviglio
- 1977 - Printemps 77 UNESCO - Paris
- 1979 - l'Antenne - Bergame
- 1988 - Salle d'exposition - Adro
- 1988 - 100 artistes et un poème - Milan
- 1989 - La femme dans la peinture - Milan
- 1990 - UNESCO - Paris
- 1991 - Europe de demain - Genève
- 1992 - La maternité dans l'art - Cassano d'Adda
- 1994 - Art pour Telethon - Treviglio
- 2006 - Expo - Pékin
- 2010 - Premio Arciere - Île de Sant'Antioco
- 2010 - Festival dei due mondi - Spolète
- 2010 - Biennale de Venise au palais du Te - Mantoue
- 2013 - VII International Art Exhibition Martesana- Villa Castelbarco - Vaprio d'Adda
- 2014 - Première Biennale de la Créativité - Vérone